# Terminología de transporte ferroviario de pasajeros
Diversos términos se utilizan para denominar al transporte ferroviario de pasajeros. Sin embargo, el uso de los mismos difiere sustancialmente entre los distintos ámbitos y países donde se aplica. 

## Transporte de tránsito rápido o independiente
El término transporte de tránsito rápido (tomado del inglés rapid transit system) no posee una traducción exacta en español, pero se utilizará en este artículo para agrupar a los medios de transporte de pasajeros que circulan sobre uno o más rieles  y separados de otros medios de transporte público, como los trenes suburbanos, tranvías,  autobuses y otras formas de transporte público y privado, característica que los distingue de otros tipos de transporte ferroviario. 
Generalmente, estos medios de transporte suelen circular en forma subterránea, aunque también pueden hacerlo sobre vías elevadas o a nivel del suelo, pero sin ningún tipo de paso a nivel con otros medios de transporte. Las redes de tránsito rápido son electrificadas y suelen conectar el centro de las ciudades con los barrios más próximos, aunque la eficiencia de este medio de transporte ha hecho que muchas vías se prolonguen hasta los suburbios. Los términos más comunes que se utilizan para denominar a este medio de transporte rápido son:

### Metro, Metropolitano, Metropolitana
Metro es el término más común para referirse a este sistema de transporte y se usa en casi todos los países de habla hispana (excepto Argentina, Paraguay y Uruguay). El término puede referirse solo a la parte subterránea del sistema o al sistema completo. También puede referirse, aunque en raras ocasiones, a un tipo de tren ligero.
Es también el término más común en casi todos los idiomas. Se emplea en casi todas las redes que hay en Europa, Asia y Oceanía, en idioma portugués, francés y en italiano. En inglés se utiliza para referirse a las redes ubicadas en países de habla no inglesa, así como para algunas redes del Reino Unido (Tyne & Wear Metro) o en redes de Perú (Metro de Huancayo). En Francia y Portugal también suele usarse la palabra Metropolitano (Metropolitano de Lisboa) y en Italia Metropolitana (Metropolitana de Milán).

### Subte, Subterráneo
Los términos Subterráneo y  coloquialmente  Subte se usan en Argentina, Paraguay y Uruguay, aunque solo el primer país cuenta con una red de tránsito rápido (Subte de Buenos Aires). A diferencia de metro, el término solo se emplea para describir una red que es enteramente subterránea.
La palabra Jihacheol (en idioma coreano, subterráneo) se utiliza localmente para denominar a las redes que se encuentran en Corea del Sur.

### Subway
Es un término de habla inglesa, y aunque puede traducirse literalmente como vía subterránea, su significado se aproxima más al término metro, ya que se usa para referirse a redes de tránsito rápido que circulan bajo tierra o no. Es el término más se utiliza comúnmente en los Estados Unidos (New York City Subway), en algunas partes de Canadá y en Escocia.

### Underground, Tube
En Londres se emplean los términos Underground y coloquialmente Tube, que pueden traducirse del inglés como subterráneo y tubo, respectivamente, pero ambos sirven para designar a la toda la red de tránsito rápido de esa ciudad, que solo circula parcialmente bajo tierra.

### U-Bahn
El término que se utiliza para referirse a los sistemas de tránsito rápido en Alemania, Austria y los cantones de habla alemana de Suiza es U-Bahn (una reducción de Untergrundbahn, que en alemán significa ferrocarril subterráneo). Este se usa para referirse a las redes de tránsito rápido en su totalidad, aunque circulen parcialmente bajo tierra. Se diferencia del término S-Bahn, usado para referirse al sistema urbano y suburbano de trenes que circulan enteramente por la superficie.

### Elevated
Traducido del inglés como elevados o de vías elevadas, es el modo como se denomina a ciertas vías o tramos de diferentes redes de tránsito rápido en Estados Unidos (L de Chicago) y Perú (Elevado de Lima) y el Reino Unido que circulan sobre el nivel de la calle. Coloquialmente suele denominárselos simplemente L (en inglés pronúnciese el).

## Transportes ferroviarios ligeros

### Tranvías
Los tranvías (tramway en inglés; Straßenbahn en Alemania, Austria; Tram en Suiza; Tramway o Tram, Métrobus en Ruan, Francia) son medios de transporte de pasajeros por las calles que circulan sobre vías no reservadas. Los primeros tranvías circularon mediante tracción animal y a vapor; el primer tranvía eléctrico se puso en servicio en Berlín en 1879. Una de las redes de tranvías más famosas y antiguas del mundo es la de la ciudad de San Francisco, en California. Los tranvías son muy comunes en las ciudades europeas, tales como el tranvía de Barcelona.

### Tren-tram
El tren-tram, tren-tranvía (en inglés: Tram-train) es un vehículo derivado del tranvía capaz de ejecutar varias rutas. La doble capacidad de voltaje del tren-tram le permite el acceso a las infraestructuras de ferrocarriles y tranvías, puede funcionar dentro de las normas ferroviarias y pasar a un funcionamiento en modo tranvía al entrar en la ciudad. Alemania es pionera y se encuentra en la vanguardia de este concepto, habiendo desarrollado este sistema de transporte en los años 1980 y 1990 en Karlsruhe.

### Tren ligero
El tren ligero es un sistema de transporte ferroviario de pasajeros de capacidad media a escala regional y metropolitana con unidades tipo tranvía o una clase intermedia entre un tranvía y un tren, que permite la conexión entre núcleos urbanos y zonas rurales y que crea además nuevos potenciales de desarrollo urbano. Opera sobre un sistema que está parcial o totalmente segregado del tránsito vehicular, con carriles reservados y vías apartadas.
Desarrollados en los años 70 junto con el resurgimiento de los tranvías, funcionan alimentados por electricidad suministrada a través de una catenaria o por motorizaciones diésel. El Tren Ligero de la Ciudad de México es un buen ejemplo de este tipo de sistema.

### Premetro
El premetro es un medio de transporte de pasajeros muy similar al tren ligero, que circula al aire libre e incluye segmentos de su recorrido construidos con los estándares de un sistema de metro. Se utiliza para extender las líneas de metro subterráneo en áreas donde las necesidades no justifican la construcción de infraestructuras más complejas. Un ejemplo es el Premetro de Buenos Aires, que constituye una prolongación de la línea E de subtes pero por la superficie.
En Alemania y Austria se los denomina S-Bahn (una reducción de Stadtbahn, que en alemán significa ferrocarril urbano) y poseen características de trenes urbanos y suburbanos.

## Transportes ferroviarios pesados
Con este término se denomina a aquellos transportes ferroviarios de pasajeros que se diferencian de los metros y los trenes ligeros y que habitualmente se identifican como los ferrocarriles de pasajeros propiamente dichos.

### Trenes de cercanías, Cercanías
Bajo estas denominaciones suelen agruparse a los ferrocarriles de corto o medio alcance y que transportan diariamente gran cantidad de pasajeros. Suelen clasificarse en trenes urbanos cuando su recorrido solo sirve a una ciudad o solo al centro de la misma, y trenes suburbanos, trenes metropolitanos o trenes regionales a los que prestan servicios entre el centro de una ciudad y sus suburbios, área metropolitana y/u otras ciudades y pueblos cercanos. Pueden ser servicios electrificados o con locomotoras diésel. Algunas ciudades, como Buenos Aires, poseen una extensa red de trenes suburbanos.
En España se los suele denominar simplemente cercanías. En inglés se los conoce como commuter rails y en francés como trains de banlieue. 

### Trenes interurbanos, trenes de larga distancia
Se conocen como trenes interurbanos o trenes de larga distancia a los trenes de pasajeros que prestan servicio de largo alcance, mayores que los de un tren de cercanías, entre distintas ciudades de un país o en algunos casos de distintos países. A diferencia de otros tipos de transporte ferroviario, estos están equipados con servicios que permiten recorrer grandes distancias, como camarotes, carro comedor o incluso preparados para transportar automóviles particulares. Estos, según las velocidades que alcancen, pueden denominarse trenes de altas prestaciones o trenes de alta velocidad (como la red española de alta velocidad).

## Otros tipos de transporte ferroviario
Otros medios de transporte ferroviario incluyen sistemas totalmente automatizados, como el People Mover, que suelen prestar servicios en trayectos cortos, como dentro de las instalaciones de un aeropuerto o en un parque temático. Estos suelen ser similares a los monorrieles.

### Monorriel
El monorriel o monorraíl, como su nombre lo indica, es un medio de transporte ferroviario que opera con un solo riel, ya sea suspendido o apoyado sobre éste. Estos circulan como redes de metro (Monorriel de Arequipa) o trenes de cercanías en casi todos los casos (como el monorriel de Tokio) o con fines turísticos o recreativos (como el monorriel de Walt Disney World). Un tipo particular de monorriel es el tren de levitación magnética, y el Shanghai Maglev es el único en el mundo que operaba comercialmente a 2009.

### Ferrocarriles de cremallera
Similares a los ferrocarriles, cuentan con un tercer riel que les permite subir por grandes pendientes. Se utilizan en trenes de montaña o con fines turísticos.  

### Funiculares
Los funiculares son similares a los ferrocarriles de cremallera, aunque no siempre cuentan con un tercer riel. Sirven para salvar grandes pendientes en recorridos cortos, por lo que también se los suele conocer como ascensores, como en el caso de  Valparaíso o como el funicular del cerro de Monserrate, en Bogotá.

## Comparación entre distintos tipos de ferrocarril
| Características                                     | Tranvía                              | Tren ligero/ Premetro                                           | Metro/ Subte          | Tren de cercanías                                                                              |
| --------------------------------------------------- | ------------------------------------ | --------------------------------------------------------------- | --------------------- | ---------------------------------------------------------------------------------------------- |
| Población urbana (en miles de personas)             | 200-5.000                            | 500-3.000                                                       | Más de 4.000          | Más de 3.000                                                                                   |
| Carriles                                            | Junto con otros medios de transporte | Separados de otros medios de transporte en casi todos los casos | Independientes        | Independientes, pero comparten vías con otros trenes (de mercancías o media o larga distancia) |
| Fuente de energía                                   | Catenaria APS                        | Catenaria                                                       | Catenaria Tercer riel | Catenaria Tercer riel Locomotora                                                               |
| Coches o vagones por tren                           | 1-2                                  | 2-4                                                             | Hasta 9               | Hasta 12                                                                                       |
| Velocidad promedio (km/h)                           | 10-20                                | 30-40                                                           | 30-40                 | 45-65                                                                                          |
| Pasajeros por tren                                  | 125-250                              | 260-520                                                         | 800-1.000             | 1.000-2.200                                                                                    |
| Máxima cantidad de pasajeros por hora por dirección | 7.500                                | 11.000                                                          | 22.000                | 48.000                                                                                         |